# Rhododendron 'Saint Michel'
Rhododendron 'Saint Michel' — сорт зимостойких вечнозелёных рододендронов гибридного происхождения.
Используется в качестве декоративного садового растения. Гибрид Rhododendron brachycarpum × Rhododendron smirnowii. Назван в честь города Миккели.
Сорт получен в результате программы разведения рододендронов Хельсинкского университета в сотрудничестве с Дендрарием Mustila (1973 - 2000 годы). В программе использовались рододендроны растущие в дендрарии Хельсинки с 1930 года. К 1973 году из этих растений выжили наиболее зимостойкие. Одним из таких растений был Rhododendron brachycarpum subsp. tigerstedtii.
Изначально в селекционной программе использовали 53 опыляемых растений и 23 видов и 48 гибридов в качестве опылителей. Из первых полученных 22000 гибридных сеянцев были отобраны 14000. В результате суровых зим 1980-х годов из 14000 саженцев выжило 9000. Среди выживших было много растений совершенно не повреждавшихся во время зимы. Из них отобрали 80 сеянцев, которые были размножены посредством микроклонального размножения. Девять сортов были зарегистрированы:
- 'Elviira'
- 'Hellikki'
- 'Haaga'
- 'Helsinki University'
- 'Mikkeli'
- 'Kullervo'
- 'Pekka'
- 'Peter Tigerstedt'
- 'Pohjola’s Daughter'

## Биологическое описание
Высота в 10-летнем возрасте 1,5—2 м, ширина около 1,5—2 м. В более старшем возрасте ещё выше.
Листья плотные, обратноланцетные, с острыми вершинами и округлым основанием, край листа слегка волнистый, блестящие, тёмно-зеленые, с нижней части опушённые. Примерный размер листьев 175 × 65 мм. Молодые листья покрыты белым войлочным опушением.
Соцветия расположены на концах побегов, куполообразные, несут 10—18 цветков. Бутоны красные.
Цветки воронковидные, нежно-розовые, выцветающие до белого с коричневато-зеленоватым пятном, диаметр около 80 мм. Края лепестков гофрированные. Лепестков 6. Аромат отсутствует.
В южной Финляндии цветение с середины до конца июня.
В молодом возрасте может цвести не достаточно обильно.

## В культуре
Выдерживает понижения температуры до -32 °C... -37 °C. 
Рекомендуется посадка в тени или полутени (слабо сомкнутый сосновый лес или тень здания). Почва рыхлая, воздухопроницаемая, влажная, богатая питательными веществами, кислая (рН 4,5—6,5). Подкормки рекомендуется осуществлять с мая по июль. Азотные удобрения прекращают использовать с июля. В конце зимы рекомендуется использовать воздушно-сухое укрытие для защиты от солнца.